# أريغارون ألبي
الأريغارون الألبي أو اليربا الألبية نوع نباتي ينتمي إلى جنس اليربا من الفصيلة النجمية.

## موطنه
موطن هذا النبات جبال الألب في أوروبا.

## الوصف النباتي
نبات عشبي.